# Fu Cong
Fu Cong (chiń. upr. 傅聪; chiń. trad. 傅聰; pinyin Fù Cōng; pisany także często w starej transkrypcji jako Fou Ts’ong; ur. 10 marca 1934 w Szanghaju, zm. 28 grudnia 2020 w Londynie) – chiński pianista, laureat III nagrody podczas V Międzynarodowego Konkursu Pianistycznego im. Fryderyka Chopina w Warszawie w 1955 roku. Podczas konkursu w prasie polskiej wymieniany był jako Fu Tsung.

## Życiorys

### Młodość i wykształcenie
Pochodził z inteligenckiej rodziny. Jego ojciec Fu Lei (1908–1966) był tłumaczem literatury francuskiej oraz krytykiem sztuki. Fu Cong rozpoczął naukę gry na fortepianie w wieku siedmiu lat, a jego pierwszym nauczycielem został włoski pianista i dyrygent Mario Paci. W 1951 zadebiutował V koncertem fortepianowym Ludwiga van Beethovena.
W 1953 zdobył III nagrodę na Międzynarodowym Festiwalu Młodzieży i Studentów w Bukareszcie. W 1955 reprezentował Chiny na V Konkursie Chopinowskim. Zajął tam 3. miejsce i zdobył nagrodę Polskiego Radia za najlepsze wykonanie mazurków.
W latach 1954–1956 studiował w Państwowej Wyższej Szkoły Muzycznej w Warszawie w klasie Zbigniewa Drzewieckiego.

### Kariera pianistyczna
Działalność koncertową rozpoczął w Chinach. Do Polski po raz pierwszy przyjechał w 1953 jako solista Chińskiego Zespołu Pieśni i Tańca. Od lipca 1954 (gdy rozpoczął studia pod kierunkiem Drzewieckiego) dawał w Polsce liczne recitale i występy z orkiestrą symfoniczną. W latach 50. występował także w wielu państwach Europy Wschodniej. W 1958 z powodu sytuacji politycznej w Chinach przeprowadził się do Anglii. W latach 60. i 70. XX wieku dał około 2400 koncertów solowych, stając się jednym z najpopularniejszych pianistów na świecie.  Koncertował w większości krajów Europy, w Azji, obu Amerykach i Australii. W Chinach występował m.in. w 1976, 1989 i 1998. Wiele razy powracał też do Polski, m.in. na Międzynarodowy Festiwal Chopinowski w Dusznikach-Zdroju.
Zasiadał w jury wielu konkursów muzycznych, m.in. Międzynarodowego Konkursu Pianistycznego im. Fryderyka Chopina i Międzynarodowego Konkursu Muzycznego im. Królowej Elżbiety Belgijskiej.
Współpracował m.in. z Yehudim Menuhinem i Danielem Barenboimem. Tygodnik „Time” uznał go za najlepszego z żyjących chińskich muzyków, a niemiecki pisarz Hermann Hesse nazwał go „jedynym prawdziwym wykonawcą Chopina”.

## Repertuar i dyskografia
W jego repertuarze znajdują się utwory m.in. Fryderyka Chopina, Wolfganga Amadeusa Mozarta, Franza Schuberta, Claude’a Debussy’ego, Georga Friedricha Händla, Domenica Scarlattiego, Johanna Sebastiana Bacha i Ludwiga van Beethovena.
Nagrał kilkadziesiąt płyt dla różnych wytwórni muzycznych, m.in. Decca Records, Meridian Records i CBS. W 1994 ukazała się płyta Sztuka pianistyczna Fou Ts’onga, która została wydana prywatnie przez Marthę Argerich, Leona Fleishera i Radu Lupu.
Zmarł w Londynie na COVID-19 w wieku 86 lat.